# Феррари, Пауло
Пауло Андрес Феррари (исп. Paulo Andrés Ferrari; родился 4 января 1982 года, Росарио, Аргентина) — аргентинский футболист, выступавший на позиции защитника, тренер.

## Клубная карьера
Феррари — воспитанник клуба «Росарио Сентраль». В 2001 году он дебютировал за основной состав в аргентинской Примере. В 2006 году Пауло перешёл в «Ривер Плейт». 3 октября 2008 года в матче Южноамериканского кубка против уругвайского «Дефенсор Спортинг» он забил гол. В том же году Феррари помог команде выиграть чемпионат.
В 2011 году Пауло вернулся в «Росарио Сентраль», который выступал в Примере B. В 2013 года он помог клубу вернуться в элиту. В 2015 году у него было диагностировано разрыв ахиллова сухожилия, а чуть позже Феррари неудачно наступил на камень и усугубил травму. В том году Пауло принял участие всего в одном матче. В следующем сезоне он очень тяжело набирал форму и почти не выходил на поле. Только во второй половине года Феррари привёл себя в форму и начал чаще выходить на поле.

## Достижения
Командные
 «Ривер Плейт»
- Чемпионат Аргентины по футболу — Клаусура 2008